# Porites solida
Porites solida is een rifkoralensoort uit de familie van de Poritidae. De wetenschappelijke naam van de soort is voor het eerst geldig gepubliceerd in 1775 door Forskal.
Deze soort komt voor in de Rode Zee en de Golf van Aden, het zuidwesten, midden en noorden van de Indische Oceaan, de Perzische Golf en verder in de Indische en Stille Oceaan nabij het westen, noorden en oosten van Australië, Zuidoost-Azië en Zuid-Japan en in de Zuid-Chinese Zee. De soort komt ook voor in de oceanische westelijke en centrale Stille Oceaan en bij Hawaii, het Johnston-atol, Palau en de zuidelijke Marianen.
De soort staat op de Rode Lijst van de IUCN geklasseerd als 'niet bedreigd'.